# La Canea
La Canea (AFI: /kaˈnɛa/; in greco Χανιά?, Chanià, /xaˈɲa/; in turco Hanya) è un comune della Grecia situato nell'isola di Creta (unità periferica della Canea) con 108 642 abitanti secondo i dati del censimento 2011.
A seguito della riforma amministrativa detta programma Callicrate in vigore dal gennaio 2011 che ha abolito le prefetture e accorpato numerosi comuni, la superficie del comune è ora di 351 km² e la popolazione è passata da 53 373 a 98 202 abitanti.

## Geografia fisica
La Canea è adagiata all'estremità orientale del golfo omonimo delimitato ad est dalla penisola Akrotiri. Il suo porto principale è Suda, qualche chilometro più ad est, mentre il suo aeroporto è nella penisola di Akrotiri.

## Storia
Le origini della Canea risalgono all'epoca minoica. Nei secoli seguenti fu conosciuta con il nome di Cidonia. Fu colonia romana, e alla morte di Teodosio I fece parte dell'impero romano d'oriente. Dopo la quarta crociata passò sotto il dominio veneziano, tranne una breve parentesi di dominio genovese (1267-1290). I veneziani minacciati dai turchi ottomani la cinsero di poderose mura sotto la guida di Michele Sanmicheli; tuttavia gli Ottomani riuscirono a espugnarla nel 1645 dopo un breve assedio. Restò sotto il dominio ottomano fino al 1898. In seguito alla concessione di uno statuto autonomo a Creta, ne divenne la capitale. Dopo l'unione dell'isola con la Grecia, conservò il suo ruolo di capitale regionale fino al 1971, anno in cui il titolo passò alla città di Candia. Durante la seconda guerra mondiale subì ripetuti bombardamenti nel corso dell'operazione di invasione messa a punto dalle forze naziste e nella successiva battaglia di Creta.

## Monumenti e luoghi d'interesse

### Il porto veneziano

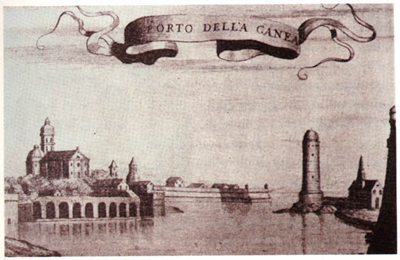
Il Porto della Canea in un'antica stampa d'epoca veneziana

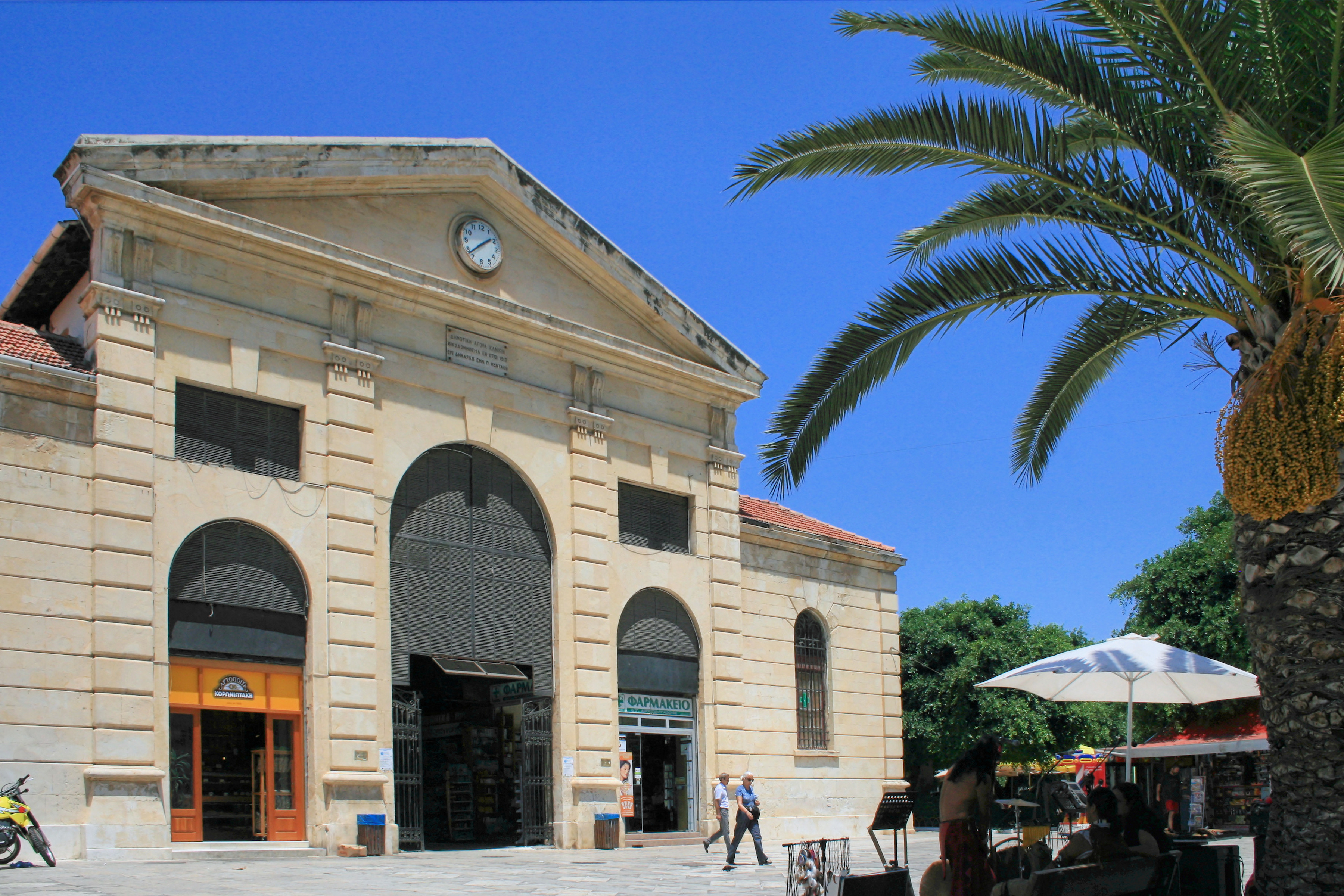
Il mercato

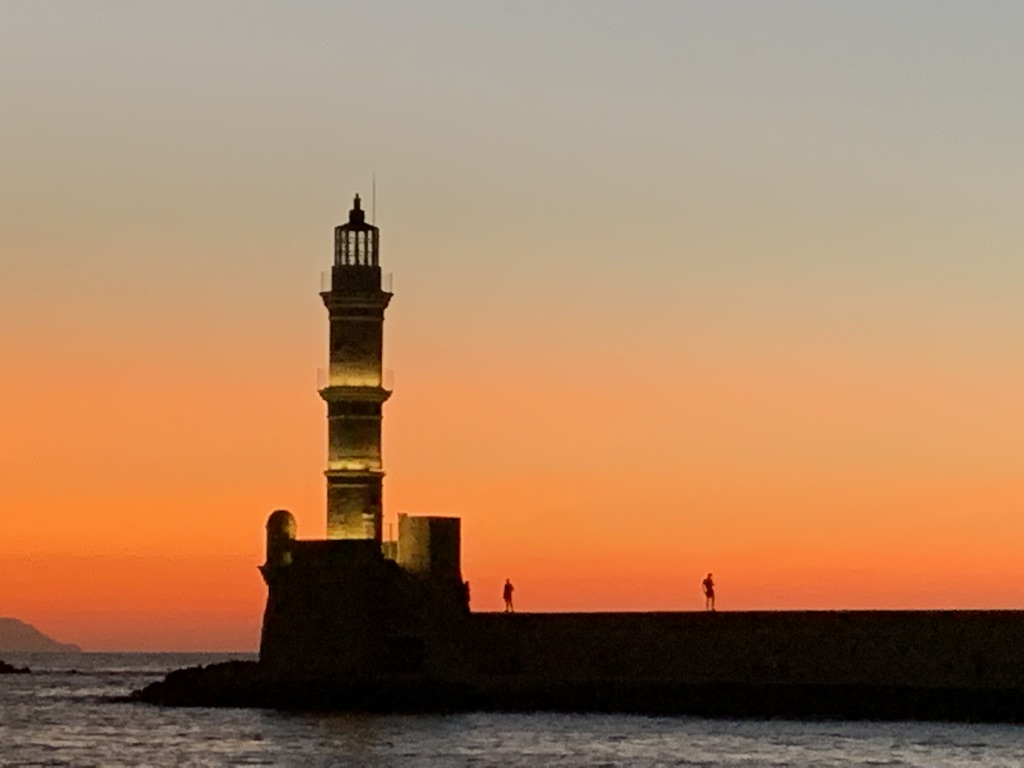
Faro del porto veneziano di Chania

Il porto veneziano fu costruito tra il 1320 ed il 1356 e ampliato nel XVI secolo; non ebbe mai grande importanza a causa delle sue acque poco profonde. È formato da due darsene separate da un molo. Sul bacino orientale si trovano gli arsenali veneziani utilizzati per la costruzione delle galere. La darsena occidentale a forma di mezzaluna è oggi nulla più che un luogo turistico, circondato da ristoranti con tavoli all'aperto ove si incontrano di sera turisti di passaggio e studenti locali. Il faro all'ingresso del porto è una costruzione moderna costruita sulle fondazioni dell'antico faro veneziano.

### La moschea dei Giannizzeri
La piccola moschea dei Giannizzeri sorge sulla darsena occidentale del porto. Fu costruita nel XVII secolo su una preesistente chiesa ad un'unica navata. Dopo la riunione di Creta alla Grecia fu chiusa al culto e fu sede di diversi uffici amministrativi. Attualmente è adibita a spazio espositivo per eventi, fiere, mostre.

### Le mura veneziane
La città vecchia che si estende intorno al porto era circondata da mura orlate da poderosi bastioni di cui quelli meglio conservati sono oggi il bastione Schiavo, San Salvatore e Sabbionara. Le mura furono erette nel 1538 sotto la sovrintendenza di Michele Sanmicheli.

### La città vecchia
La città vecchia che si stringe tra il porto e le mura, conserva ancora il carattere italiano con l'aggiunta in seguito di un'impronta ottomana. I portoni delle case che si affacciano sugli stretti vicoli recano ancora gli stemmi veneziani. C'era anche un quartiere ebraico (Evraikì) dove si trova la sinagoga restaurata. I membri della comunità ebraica furono deportati dalle forze di occupazione tedesca. Tragicamente, la nave che doveva condurli ai campi di concentramento fu silurata.

### Il quartiere di Kastelli
Situato su un'altura che domina la darsena occidentale, Kastelli (o Kasteli) era un quartiere fortificato all'interno della città vecchia ed anche il nucleo più antico della Canea come attesta il ritrovamento di fondazioni di edifici di epoca minoica sul fianco della via Kanevaro, l'antico corso veneziano.

### Il museo archeologico
Il museo archeologico della Canea si trova a Chalepa, un quartiere storico di Chania, ospitato in un edificio  moderno e iconico che costituisce un punto di riferimento per l'intera città. La collezione permanente del museo si sviluppa in tre sale principali al piano terra e una al primo piano, presentando la ricchezza del materiale archeologico recuperato nella provincia di Chania nel corso del tempo.

### La chiesa di San Nicola
La chiesa di San Nicola fu costruita nel 1320 dall'ordine dei Domenicani. Sorge nella piazza 1821, nel quartiere Splantza all'interno della città vecchia. Il tempio fu poi trasformato in moschea e nel 1918 convertito in chiesa ortodossa. Conserva ancora un alto minareto sul suo fianco sinistro. 

### La chiesa di San Rocco
Sulla stessa piazza dove sorge la chiesa di San Nicola, è ubicata anche la piccola chiesa di San Rocco in stile rinascimentale.

## Eventi
- Chania Rock Festival, festival musicale che si svolge dal 2002.
- Chaniartoon - International Comic & Animation Festival, festival di fumetti e d'animazione che si svolge dal 2017.

## Unesco
Seguendo l'esempio di altri centri storici isolani greci, come Rodi e Corfù, nel 2009 il comune ha deciso di presentare la sua candidatura per includere la città vecchia nella lista del patrimonio mondiale dell'UNESCO. Il gruppo promotore dell'iniziativa è capeggiato dal vicesindaco della città.

## Infrastrutture e trasporti
La città è servita dall'Aeroporto di La Canea-Suda (CHQ). Il porto principale è quello di Suda, da cui partono ed arrivano traghetti per Il Pireo. Nella città è presente un'autostazione da cui partono autobus urbani e suburbani di KTEL in direzione di altre città cretesi, villaggi in vicinanza o luoghi turistici. La città è attraversata anche dalla strada nazionale 90, passante per tutta la costiera settentrionale dell'isola. 

## Galleria d'immagini

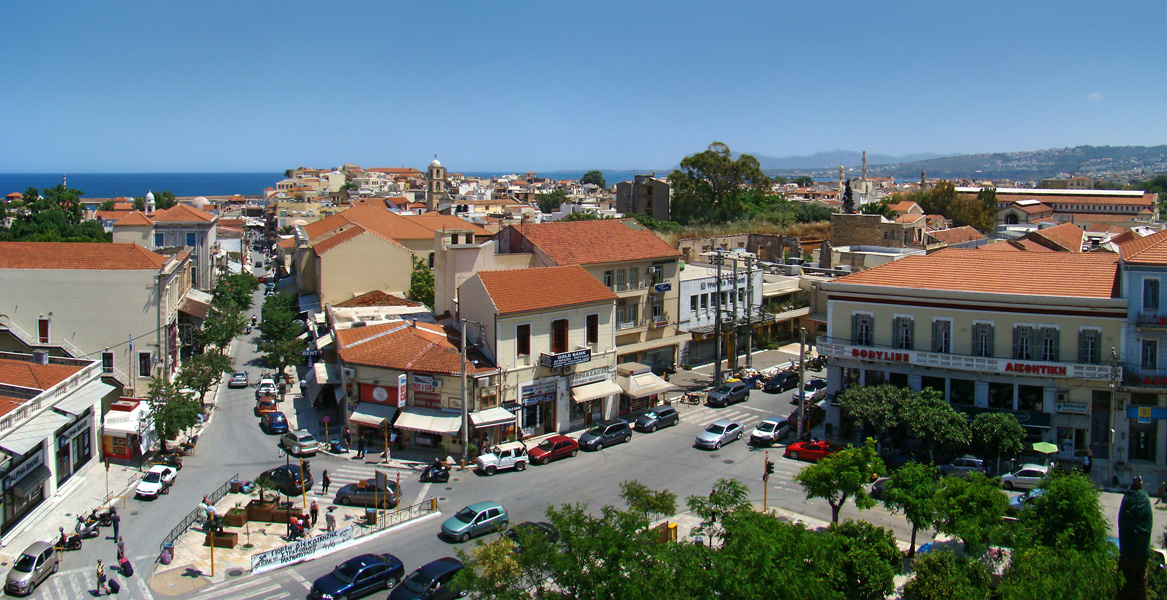
Vista panoramica.
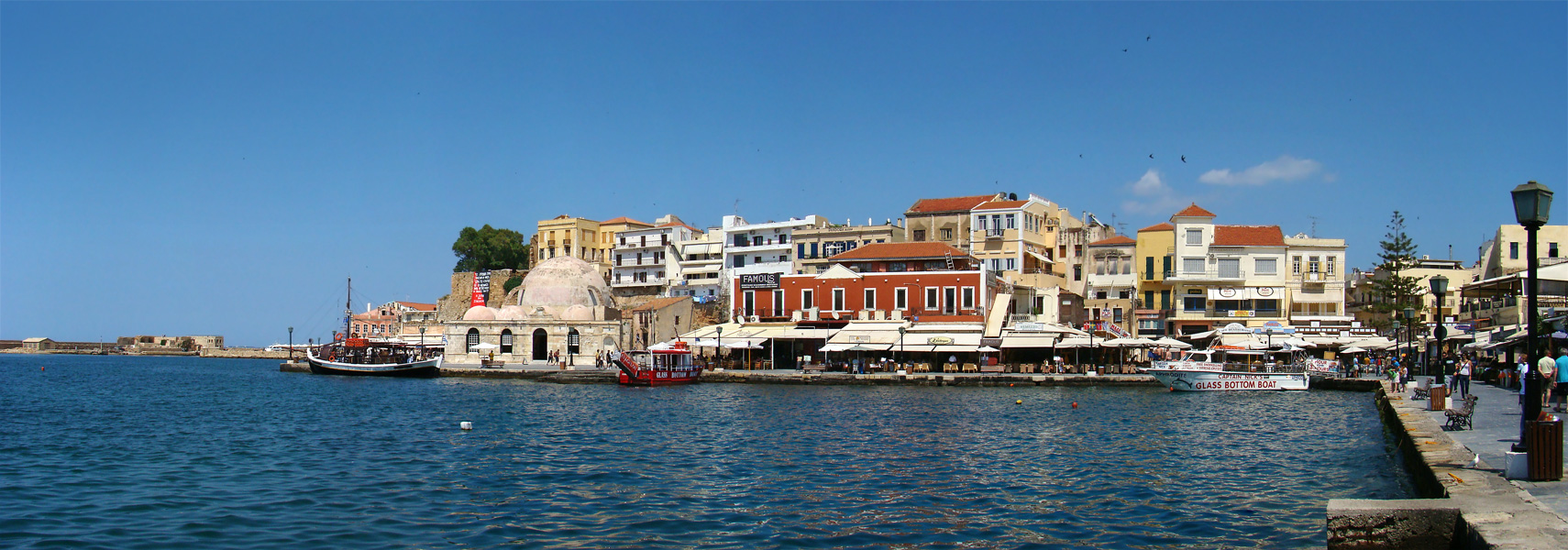
Il porto veneziano.
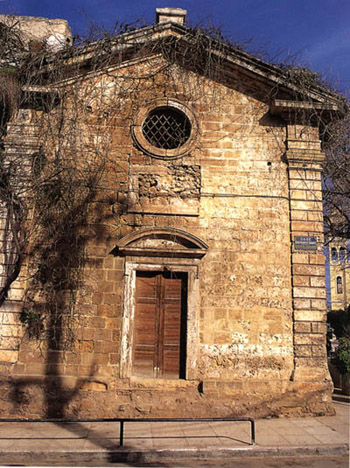
San Rocco.
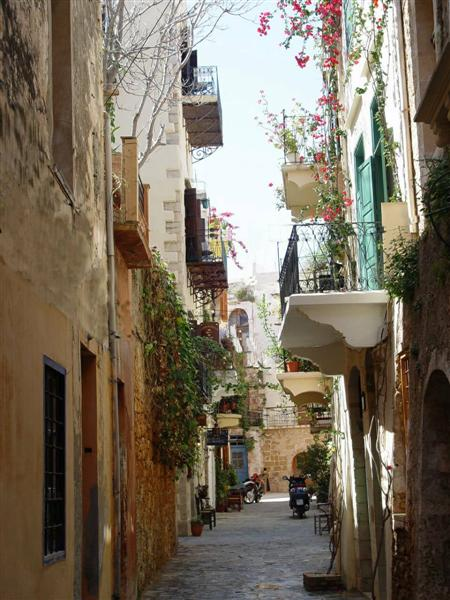
Via tradizionale.
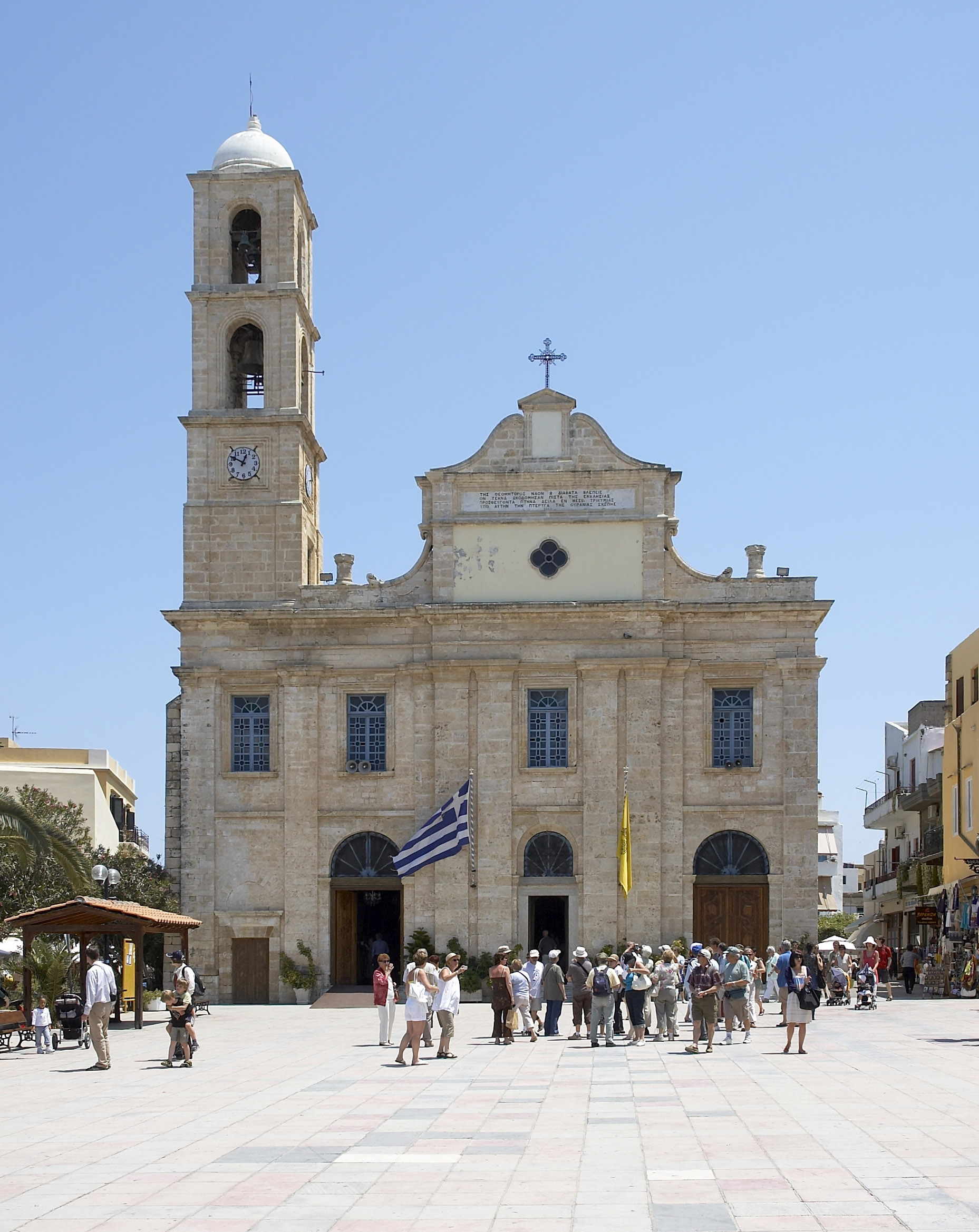
La Cattedrale dei Tre Martiri.
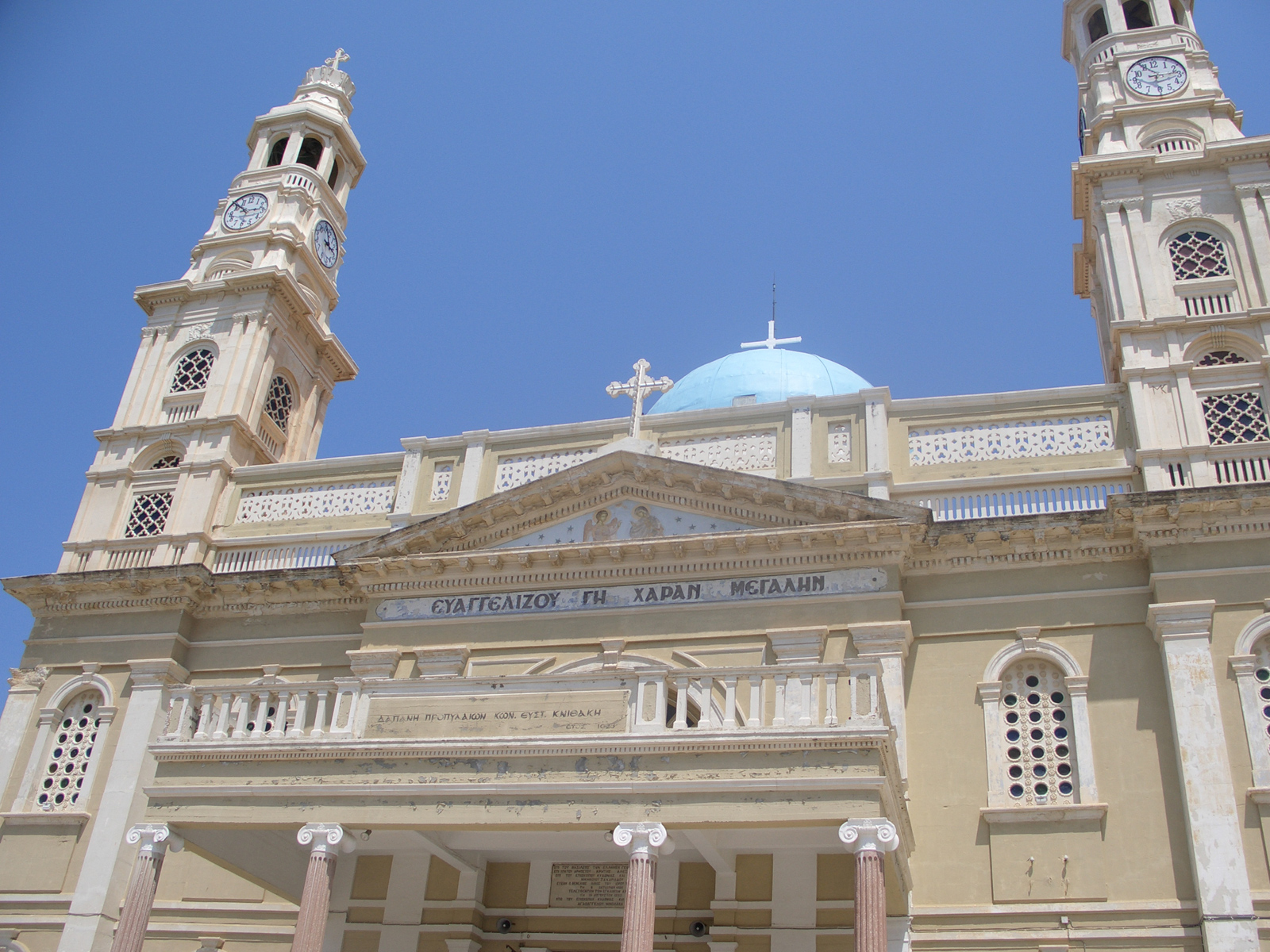
Chiesa Ortodossa.
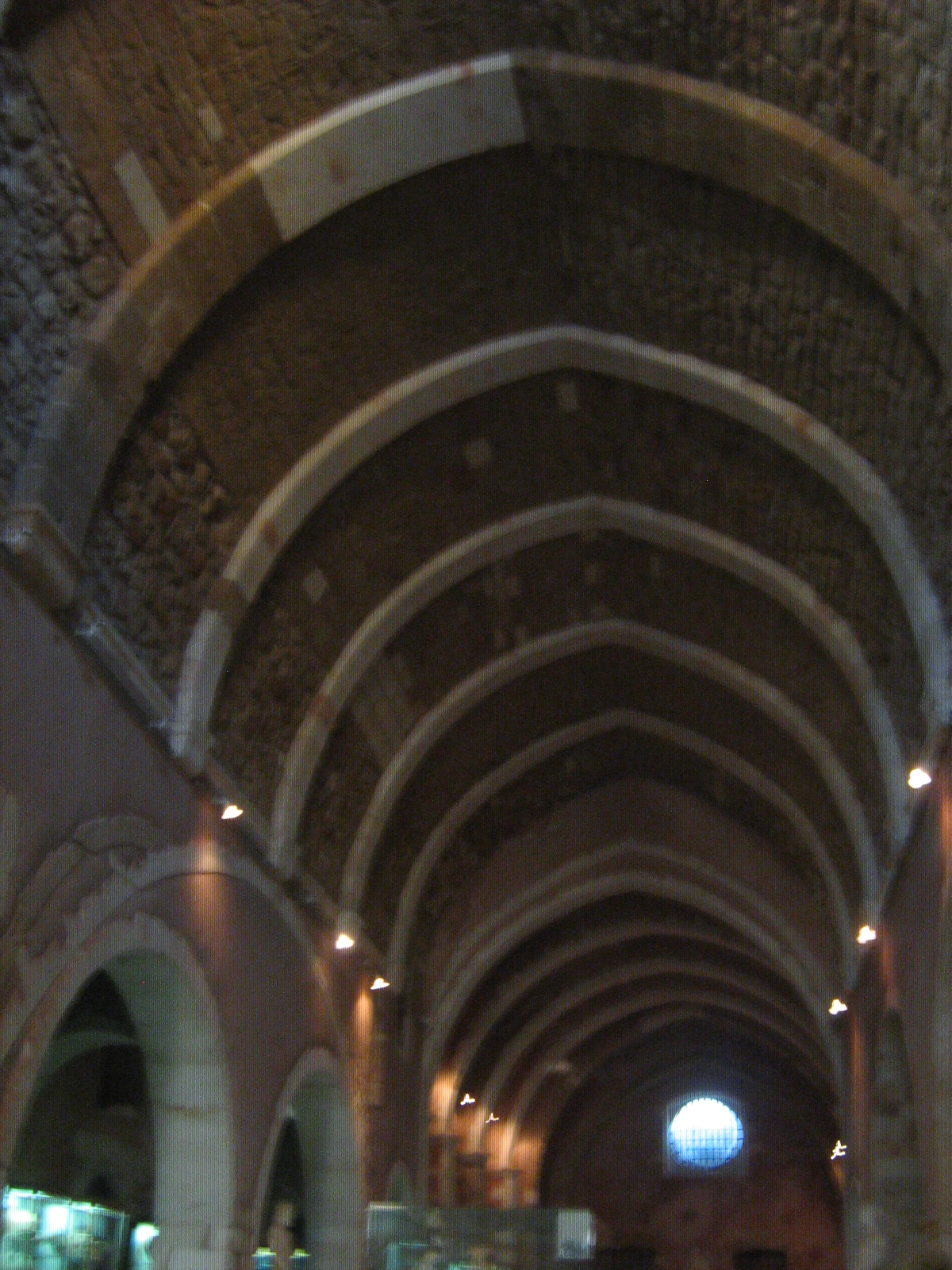
Interni del museo archeologico, la navata gotica dell'ex monastero francescano.
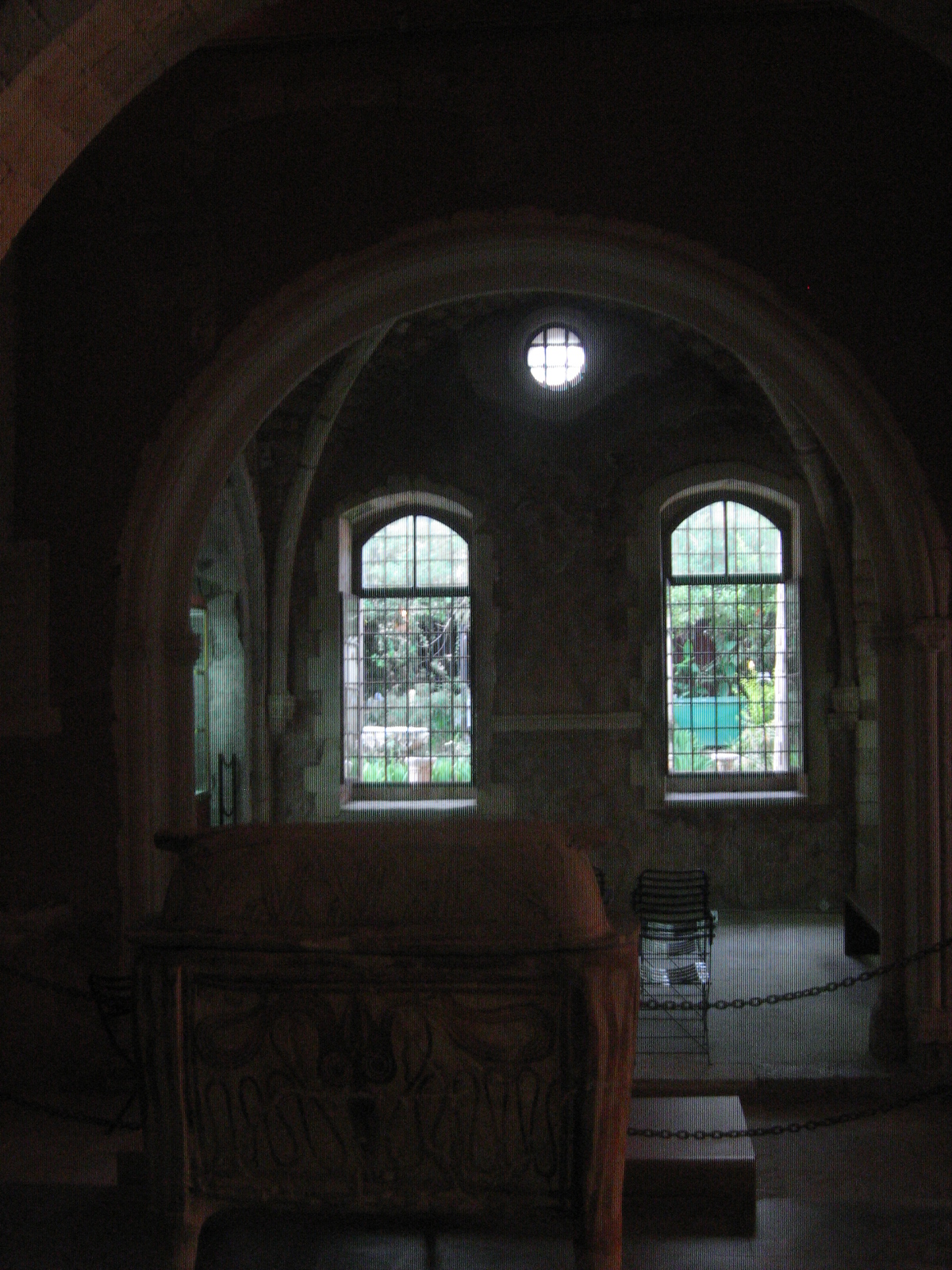
Un'altra veduta degli interni del museo. In primo piano è visibile un sarcofago sub-Minoico (XIII secolo a.C.).
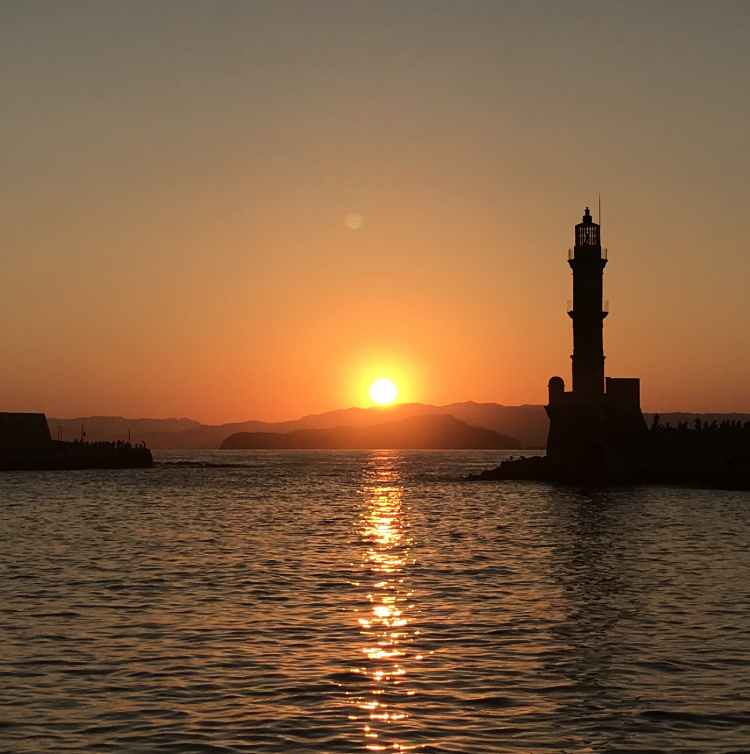
Tramonto visto dalla città con il faro in controluce